# Бен (Горњи Пиринеји)
Бен (фр. Bun) је насељено место у Француској у региону Миди Пирене, у департману Горњи Пиринеји.
По подацима из 2011. године у општини је живело 153 становника, а густина насељености је износила 54,64 становника/km².

## Демографија
| 1962. | 1968. | 1975. | 1982. | 1990. | 2011. |
| ----- | ----- | ----- | ----- | ----- | ----- |
| 123   | 126   | 113   | 105   | 101   | 153   |